# Martin Röllinghoff
Martin Röllinghoff (* 1. April 1941 in Hamburg; † 22. November 2022 in Erlangen) war ein deutscher Mediziner, Mikrobiologe und Immunologe. Er war bis zu seiner Emeritierung Professor an der Medizinischen Fakultät der Friedrich-Alexander-Universität Erlangen-Nürnberg.

## Leben
Röllinghoff studierte von 1961 bis 1967 Humanmedizin an den Universitäten Freiburg, Wien und Tübingen. 1967 promovierte er zum Dr. med. in Tübingen. Nach Tätigkeit als Medizinalassistent in Lübeck, Hattingen/Ruhr und Mainz wurde er wissenschaftlicher Assistent bei Paul Klein am Institut für medizinische Mikrobiologie der Universität Mainz. Von 1970 bis 1971 war er Stabsarzt der Bundeswehr in Koblenz. Anschließend ging Röllinghoff als Stipendiat der deutschen Forschungsgemeinschaft an das Walter and Eliza Hall Institute in Melbourne, Australien. 1973 kehrte er als wissenschaftlicher Assistent an das Mainzer Institut für medizinische Mikrobiologie zurück und habilitierte dort 1975 mit seiner Schrift „Die Immunreaktion gegen syngenetische Plasmazelltumoren“, woraufhin er die Venia legendi für Medizinische Mikrobiologie in Mainz erhielt. 1979 legte er seine Prüfung zum Facharzt für Mikrobiologie und Infektionsepidemiologie ab. Im Jahr 1983 erfolgte der Ruf zum ordentlichen Professor für klinische Mikrobiologie und Hygiene und Leiter des Institut für Klinische Mikrobiologie an der Friedrich-Alexander-Universität Erlangen (FAU).
Von 1990 bis 1996 war er Sprecher des Graduiertenkolleg „Immunologische Mechanismen bei Infektion, Entzündung und Autoimmunität“ und von 1996 bis 2002 Sprecher des gleichnamigen Sonderforschungsbereich 263. Darüber hinaus war Röllinghoff von 2001 bis 2005 Dekan der medizinischen Fakultät der FAU und Mitglied im Vorstand des Uni-Klinikums Erlangen. 2007 erfolgte die Emeritierung.

## Forschung
In Mainz befasste sich Röllinghoff mit dem Komplement-System, in Melbourne lag sein wissenschaftlicher Schwerpunkt auf der Analyse der T-Killerzell-vermittelten Immunreaktion gegen murine Tumoren. Zurück in Mainz beschäftigte er sich mit T-Zellen und mit Zytokinen. In Erlangen befasste sich Röllinghoff und seine Gruppe mit der zellulären Immunabwehr gegen den Parasiten Leishmania Major und Yersinia enterocolitica, wobei das Zusammenspiel von infizierten Makrophagen mit T-Zellen und die Analyse der unterschiedlichen Wirkungen von Th1- und Th2-Zellen im Vordergrund des Interesses standen.
Röllinghoff veröffentlichte ca. 300 Publikationen in internationalen Zeitschriften der experimentellen Medizin, Immunologie und Mikrobiologie.

## Auszeichnungen
- 1973 Hans-Klenk-Preis
- 1980 Böhringer-Ingelheim-Preis
- 2001 Wahl in die Nationale Akademie der Wissenschaftler, Leopoldina, Halle[3]
- 2002 Rudolf-Leukart-Medaille der Gesellschaft für Parasitologie
- 2007 Bundesverdienstkreuz am Bande

## Weitere Funktionen und Mitgliedschaften
- Von 1995 bis 1997 Präsident der Deutschen Gesellschaft für Immunologie
- Von 2002 bis 2004 Präsident der Deutschen Gesellschaft für Hygiene und Mikrobiologie
- Von 2000 bis 2004 Mitglied des Senats der Deutschen Forschungsgemeinschaft
- Von 2003 bis 2014 Mitglied des Hochschulrates der Universität Mainz
- Von 2006 bis 2015 Mitglied im European Medical Research Council der European Science Foundation
- Von 2007 bis 2009 Mitglied der Universitätsrates Schleswig-Holstein
- Von 2009 bis 2016 Mitglied des Aufsichtsrates der Universitätsmedizin Mainz

Röllinghoff war zudem Mitglied in verschiedenen internationalen Fachgesellschaften und Editorial Bords wissenschaftlicher Fachjournale wie European Journal of Immunology, Immunobiologie, International Archives of Allergy and Immunology und Zentralblatt für Bakteriologie. Darüber hinaus war er Mitglied im wissenschaftlichen Beirat des Paul-Ehrlich-Institut, der Ständigen Impf-Kommission am Robert Koch-Institut, der Gesellschaft für Biotechnologische Forschung in Braunschweig, in der Agence nationale de la recherche zur SIDA, Paris und im Joint Advisory Board of the Weill Cornell Medical College New York/Qatar.